# Jabłoń kwiecista
Jabłoń kwiecista (Malus × floribunda) – gatunek niskiego drzewa lub krzewu owocowego z rodziny różowatych. Pochodzenie gatunku nie jest dokładnie znane, określa się je jako Japonię, skąd został sprowadzony do Europy w pierwszej połowie XIX wieku. 
Obecnie występowanie jej w stanie dzikim jest nieustalone, przypuszcza się, że może być to mieszaniec między Malus baccata i Malus sieboldii (syn. M. toringo).

## Morfologia
PokrójKrzew lub drzewo o bardzo szerokiej koronie, często większej niż wysokość.
PędyGałęzie cienkie przewisające.
LiścieNa długopędach liście lekko klapowane, pozostałe w czasie dojrzałości nagie, nie pokryte nalotem ani kutnerem.
KwiatyW początkowym stadium rozwoju pączki kwiatowe barwy karminowo-czerwonej, w czasie rozwijania się pąki kwiatowe stają się różowe potem szybko stają się białe. Średnica rozwiniętych kwiatów wynosi od 2,5 do 3 cm, posiadają 5 płatków.
OwoceMałe zwykle o średnicy od 6–8 mm, żółtawe.

## Zastosowanie
- Gatunek uprawiany ze względów dekoracyjnych–obfite kwitnienie.
- Hodowla związana z odpornością na parch jabłoni[4].